# Nemouridae
Famille
Les Nemouridae sont une famille d'insectes plécoptères.
On connait environ 650 espèces dans 20 genres actuels. C'est un taxon polluo-sensible dont la présence témoigne d'une bonne qualité de l'eau.

## Distribution
Les espèces de cette famille se rencontrent en Amérique, en Asie, en Europe, en Afrique du Nord et en Océanie. Il y en a beaucoup au Sri Lanka car c'est un pays tropical, où il fait donc chaud (la chaleur étant la période favorable pour l'apparition des Nemouridae). 

## Liste des genres
Selon Plecoptera Species File :
- Amphinemurinae Baumann, 1975
  - Amphinemura Ris, 1902
  - Indonemoura Baumann, 1975
  - Malenka Ricker, 1952
  - Mesonemoura Baumann, 1975
  - Protonemura Kempny, 1898
  - Sphaeronemoura Shimizu & Sivec, 2001
  - Tominemoura Sivec & Stark, 2009
- Nemourinae Newman, 1853
  - Illiesonemoura Baumann, 1975
  - Lednia Ricker, 1952
  - Nanonemoura Baumann & Fiala, 2001
  - Nemoura Latreille, 1796
  - Nemurella Kempny, 1898
  - Ostrocerca Ricker, 1952
  - Paranemoura Needham & Claassen, 1925
  - Podmosta Ricker, 1952
  - Prostoia Ricker, 1952
  - Shipsa Ricker, 1952
  - Soyedina Ricker, 1952
  - Visoka Ricker, 1952
  - Zapada Ricker, 1952
- Sous-famille indéterminée
  - † Dimoula Sinitshenkova, 2005
  - † Nemourisca Sinitshenkova, 1987

## Publication originale
- Newman, E. 1853 : Proposed division of Neuroptera into two classes. The Zoologist, vol. 11, p. 181-204 (texte intégral).